# إيبروكلوزيد
إيبروكلوزيد هو مضاد اكتئاب فهو مثبط أكسيداز أحادي الأمين انتقائي لا عكوس ومن مجموعة هيدرازين، لكنه غير متوفر حاليا.
إيبروكلوزيد معروف بتسببه بالتهاب الكبد الخاطف (بالإنجليزية: fulminant hepatitis)‏ مما أدى لوفاة 3 حالات موثقة.